# André Mendonça
André Luiz de Almeida Mendonça (Santos, 27 de dezembro de 1972) é um jurista, magistrado e pastor presbiteriano brasileiro, atual ministro do Supremo Tribunal Federal e do Tribunal Superior Eleitoral.
É formado em ciências jurídicas e sociais pelo Centro Universitário de Bauru, especialista em direito público pela Universidade de Brasília (UnB) e mestre e doutor em direito pela Universidade de Salamanca (Espanha). Possui formação em teologia pela Faculdade Teológica Sul Americana.
Foi advogado da União entre 2000 e 2021, tendo exercido os cargos de advogado-geral da União (de 2019 a 2020 e em 2021) e de ministro da Justiça e Segurança Pública (de 2020 a 2021) durante o governo Jair Bolsonaro. Foi também assessor especial do ministro da Controladoria-Geral da União Wagner Rosário (de 2016 a 2018) no governo Michel Temer.
Em julho de 2021, foi indicado pelo presidente Jair Bolsonaro para o cargo de ministro do Supremo Tribunal Federal, sendo empossado no dia 16 de dezembro. Em junho de 2024 passou a integrar também o Tribunal Superior Eleitoral, sucedendo o ministro Alexandre de Moraes.

## Carreira

### Formação jurídica e docência
André Mendonça graduou-se em ciências jurídicas e sociais em 1993 pela Instituição Toledo de Ensino (ITE), atual Centro Universitário de Bauru, no interior de São Paulo. Concluiu especialização em direito público pela Universidade de Brasília (UnB), mestrado pela Universidade de Salamanca, Espanha, com dissertação sobre corrupção e Estado de Direito, e doutorado pela mesma universidade, tendo recebido a avaliação mais alta pela tese Estado de Derecho y Gobernanza Global ("Estado de Direito e Governança Global").
Atuou como professor do curso de direito da Universidade Presbiteriana Mackenzie de Brasília e é professor visitante em Salamanca e na Fundação Getulio Vargas (FGV).

### Atividade religiosa
Também cursou teologia na Faculdade Teológica Sul Americana, em Londrina, Paraná, para se credenciar como pastor junto à Igreja Presbiteriana do Brasil. Atuou como pastor na igreja presbiteriana "Esperança", na capital federal, de forma não remunerada, tendo se licenciado a partir de seu ingresso no cargo de advogado-geral da União em janeiro de 2019 e retomado a atividade a partir de setembro de 2021. A referida igreja foi criada em 2017 e tem 115 integrantes, dos quais costuma reunir pelo menos 60 nos cultos dominicais, realizados de forma improvisada no auditório de uma escola pública do Distrito Federal.
Em março de 2025 se  tornou pastor colaborador na Igreja Presbiteriana de Pinheiros, que tem o reverendo Arival Dias Casimiro como pastor titular e também o pastor colaborador Hernandes Dias Lopes.

### Advocacia
Mendonça foi advogado da BR Distribuidora de 1997 até 2000, quando ingressou na carreira de advogado da União. Nessa função, começou como procurador-seccional da União em Londrina, passou ao cargo de vice-diretor da Escola do órgão, foi coordenador de Medidas Disciplinares e chegou ao cargo de corregedor-geral.
Foi diretor do Departamento de Patrimônio Público e Probidade Administrativa, nomeado pelo então advogado-geral José Antonio Dias Toffoli, e coordenou o Grupo Permanente de Atuação Pró-Ativa da AGU, que em 2010 ajudou a recuperar parte dos R$ 169 milhões, os quais seriam usados na construção do Tribunal Regional do Trabalho de São Paulo, desviados dos cofres públicos. Entre os condenados estavam o juiz Nicolau dos Santos Neto e o então senador Luiz Estevão.
Também ganhou destaque na AGU ao ser vencedor da categoria especial do Prêmio Innovare/2011 — que homenageia práticas eficientes no Poder Judiciário, Ministério Público, Defensoria Pública e advocacia. O Innovare reconheceu as práticas de combate à corrupção adotadas pela AGU.
Entre 2016 e 2018, foi assessor especial do ministro Wagner Rosário, da Controladoria-Geral da União.

### Advogado-geral da União
O presidente eleito Jair Bolsonaro anunciou no dia 21 de novembro de 2018 seu nome para comandar a AGU, instituição com mais de doze mil servidores, sucedendo Grace Mendonça, que manifestou aprovação quanto à escolha, por ser um nome de integrante da própria instituição, embora a atuação de Mendonça tenha se dado muito maiormente na Controladoria-Geral da União, onde foi responsável pela condução de acordos de leniência que envolvem a colaboração de grandes empresas envolvidas em casos ilícitos.

### Ministro da Justiça e Segurança Pública
Na madrugada de 28 de abril de 2020, foi publicada no Diário Oficial da União (DOU) a sua nomeação pelo presidente Bolsonaro para assumir o Ministério da Justiça e Segurança Pública, após o pedido de exoneração do então ministro Sergio Moro. A posse ocorreu no dia seguinte.

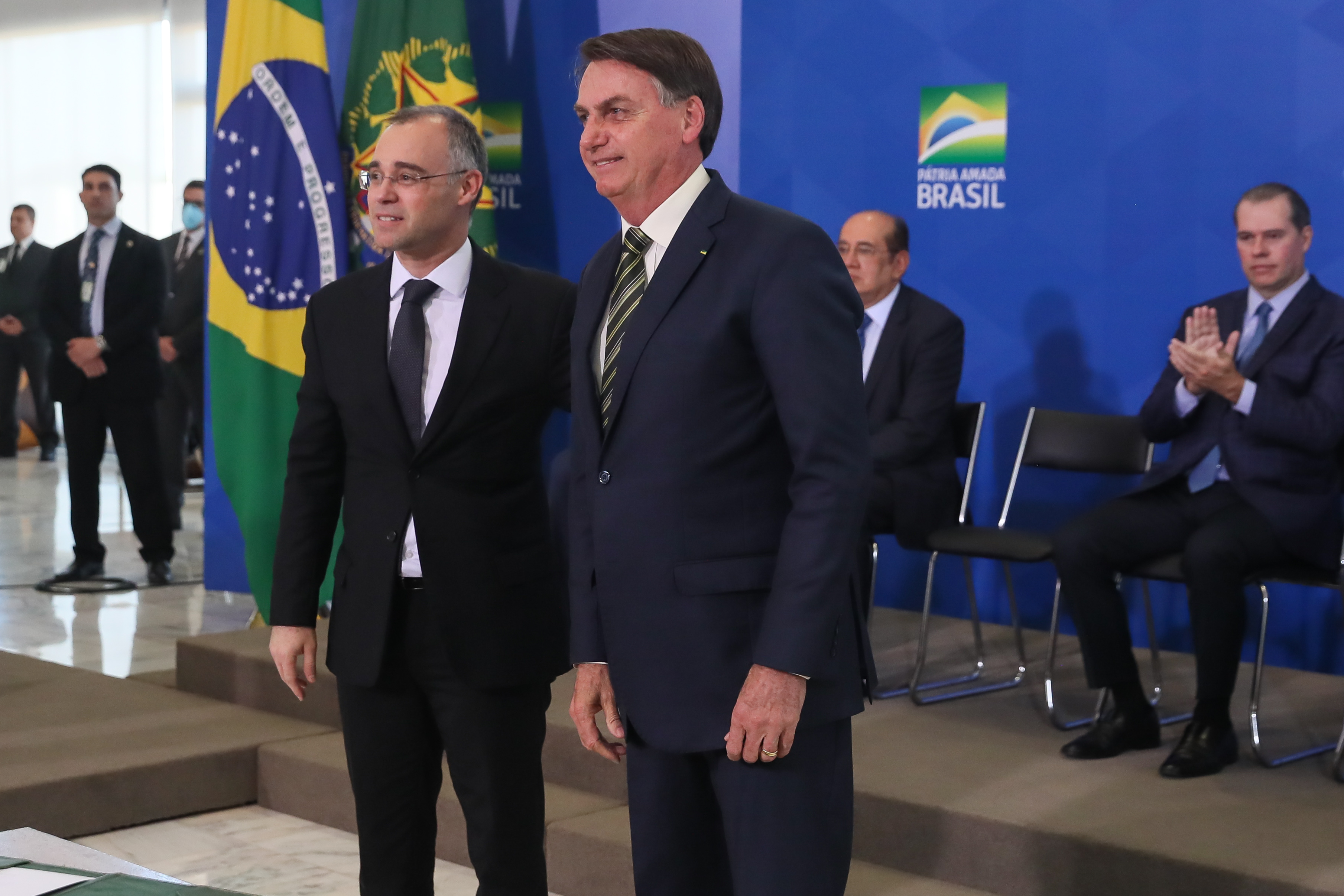
Presidente da República, Jair Bolsonaro durante Assinatura do Termo que dá posse ao Ministro da Justiça e Segurança Pública, André Luiz de Almeida Mendonça.

Como titular do Ministério da Justiça, Mendonça foi alvo de críticas por requisitar a abertura de inquéritos contra opositores do governo Bolsonaro, tais como Ciro Gomes, Guilherme Boulos, Hélio Schwartsman e outros políticos, jornalistas e cartunistas, sob a acusação de calúnia ou injúria devido a críticas ao presidente.
Também durante sua gestão, o Ministério da Justiça foi acusado de produzir um dossiê contra mais de quinhentos servidores federais e estaduais de segurança identificados como membros do "movimento antifascismo". Mendonça confirmou à Comissão Mista de Controle das Atividades de Inteligência do Congresso a existência de um relatório de inteligência, mas negou que houvesse ilegalidades em sua produção.

### Recondução à chefia da Advocacia-Geral da União
Em 29 de março de 2021, foi anunciado que Mendonça deixaria o cargo de ministro da Justiça, sendo substituído por Anderson Torres. No dia seguinte, foi publicada a exoneração da Mendonça do Ministério da Justiça e sua nomeação de volta ao cargo de advogado-geral da União, no qual ele permaneceu até 6 de agosto, quando pediu exoneração.

### Indicação ao Supremo Tribunal Federal

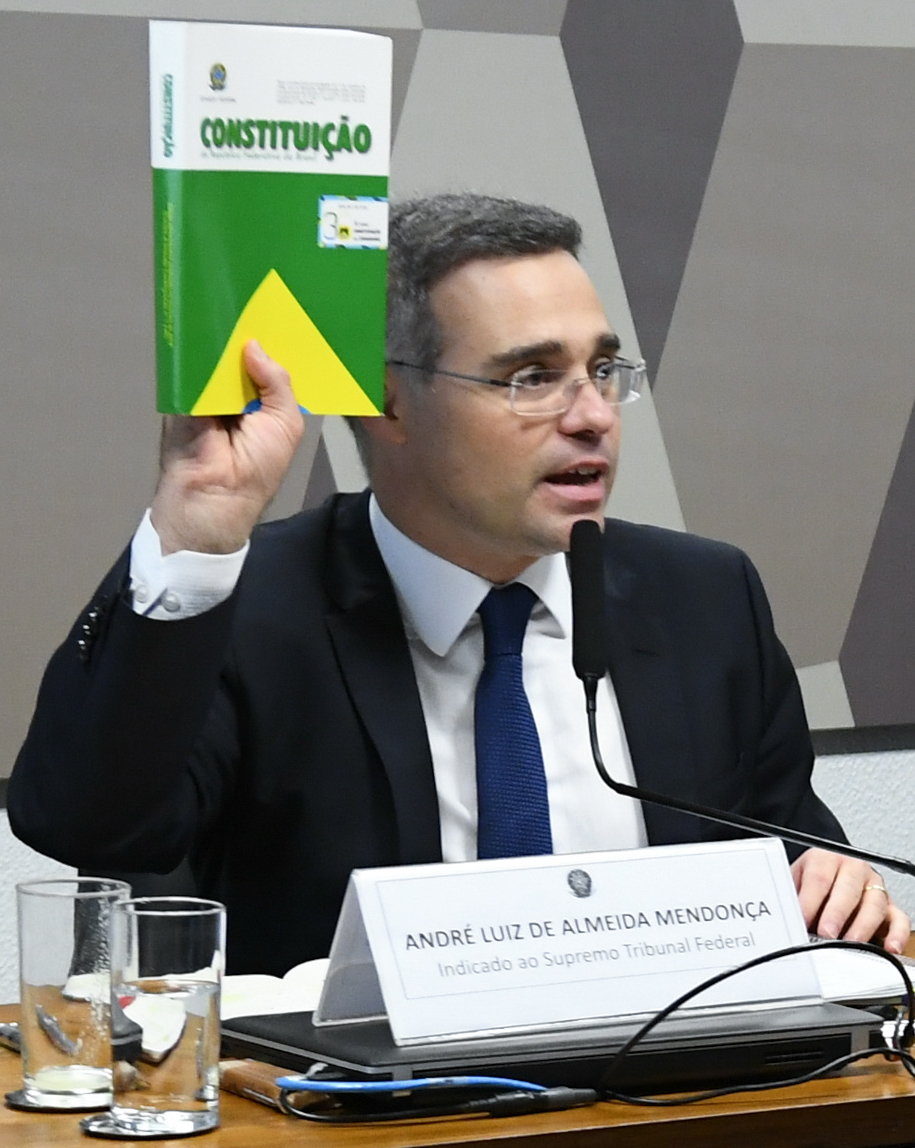
Mendonça em sua sabatina no Senado Federal

No dia 7 de julho de 2021, o presidente Jair Bolsonaro anunciou publicamente a intenção de indicar Mendonça para o cargo de ministro do Supremo Tribunal Federal, em vaga que seria aberta pela aposentadoria do ministro Marco Aurélio Mello no dia 12 do mesmo mês. A indicação foi feita oficialmente no dia 13 de julho.
Bolsonaro havia declarado, em maio de 2019, que indicaria para o STF alguém "terrivelmente evangélico" (parafraseando uma expressão utilizada pela ministra da Mulher, Família e Direitos Humanos, Damares Alves), o que tornou Mendonça, então advogado-geral da União, um dos principais cotados para uma das vagas a serem abertas no tribunal.
A indicação sofreu resistência no Senado Federal. O presidente da Comissão de Constituição e Justiça (CCJ), senador Davi Alcolumbre (DEM), manifestou a intenção de adiar ao máximo a análise da indicação, e durante meses deixou de agendar uma data para a sabatina do indicado. Os senadores Alessandro Vieira (Cidadania) e Jorge Kajuru (Podemos) impetraram um mandado de segurança junto ao STF com o objetivo de determinar ao presidente da CCJ o agendamento da sabatina, porém o relator da ação, ministro Ricardo Lewandowski, rejeitou o pedido sob o fundamento de que a questão se trata de matéria interna corporis do Senado, não cabendo a interferência do Poder Judiciário. Após mais de quatro meses, a sabatina foi agendada para o dia 1º de dezembro.
Após o agendamento da sabatina, Mendonça afirmou, em conversas com senadores, que seria "terrivelmente conservador" no julgamento de matérias envolvendo costumes, enquanto declarou que teria postura "garantista" em causas referentes a direito penal.

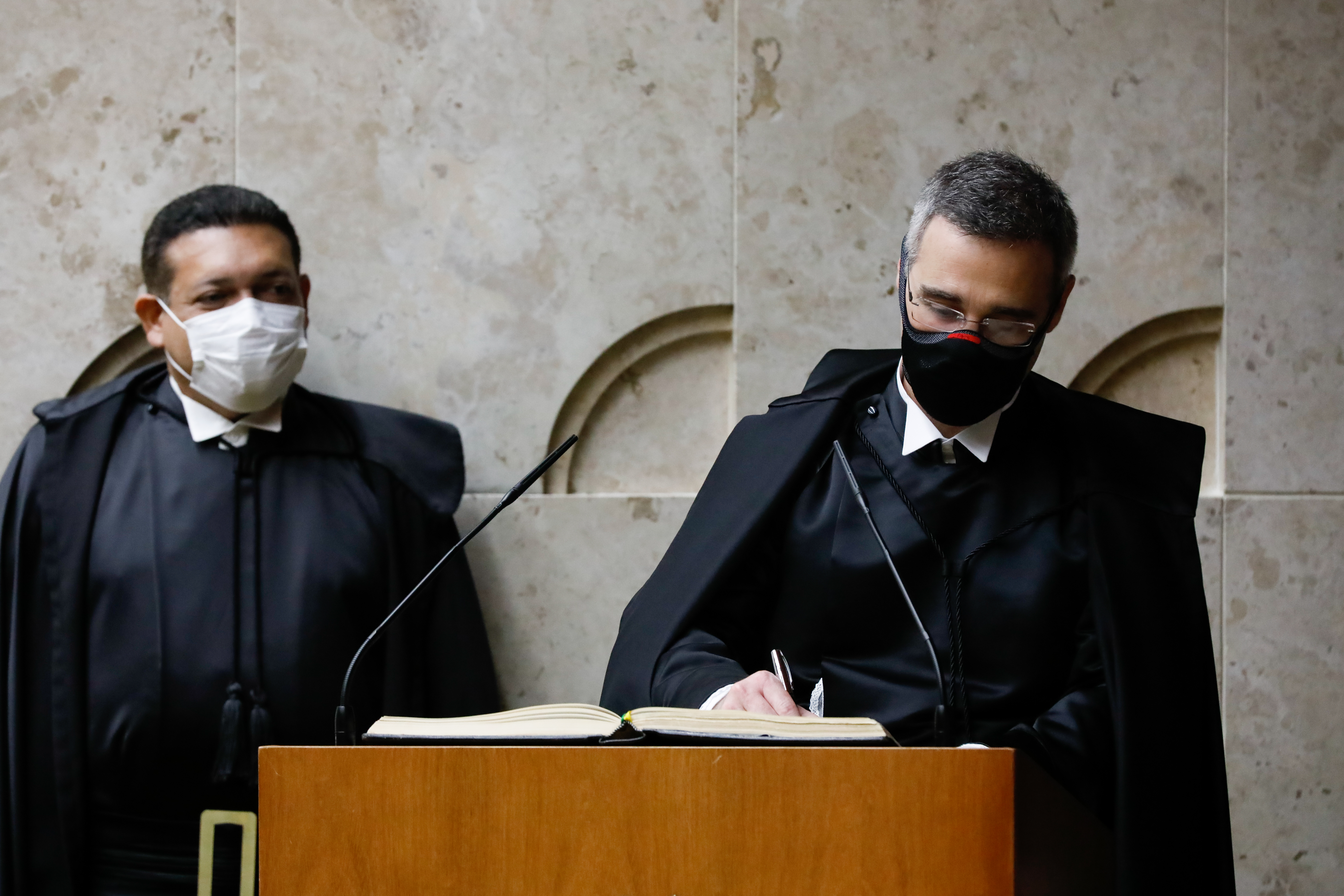
O ministro André Mendonça assina seu termo de posse no cargo de Ministro do Supremo Tribunal Federal, em 2021, durante a pandemia de COVID-19

Na sabatina perante a CCJ, Mendonça reiterou sua postura garantista, bem como declarou compromisso com o Estado laico e o respeito aos direitos de minorias, tais como o casamento entre pessoas do mesmo sexo. Foi aprovado na comissão com 18 votos favoráveis e 9 contrários e no plenário com 47 votos favoráveis e 32 contrários. Dentre os Ministros do STF contemporâneos à sua indicação, Mendonça teve a menor aprovação no Senado Federal.
No dia 16 de dezembro de 2021, foi empossado ministro do Supremo Tribunal Federal, sucedendo o ministro Marco Aurélio Mello.
Mendonça é o segundo evangélico a ser indicado para o STF. O primeiro foi o pastor batista Antônio Martins Vilas Boas, que integrou o tribunal entre 1957 e 1966, tendo sido indicado pelo presidente Juscelino Kubitschek.

## Vida pessoal e família
André Mendonça nasceu em Santos, São Paulo, e torce para o Santos Futebol Clube.  Foi criado numa família religiosa, e frequenta a Igreja Presbiteriana Esperança de Brasília. É casado e tem dois filhos.

## Obras
- Democracia e Sistema de Justiça (coordenador, em colaboração com Alexandre de Moraes), Editora Fórum, 2020.[42][43][44]
- El principio de validez de la prueba en casos de corrupción, Editorial Tirant lo Blanch, 2018, ISBN-13: 978-8491909736.[45]
- Negociación en casos de corrupción: Fundamentos teóricos y prácticos, Editorial Tirant lo Blanch, 2018, ISBN-13: 978-8491908913.[46]